# Рек, Оливер
О́ливер Рек (нем. Oliver Reck; 27 февраля 1965, Франкфурт-на-Майне, Германия) — немецкий футболист, игравший на позиции вратаря, тренер.

## Карьера

### Клубная
Оливер Рек начинал свою карьеру в оффенбахском «Киккерсе» в сезоне 1983/84, когда его клуб, заняв 17 место, вылетел во Вторую Бундеслигу.
В 1985 году Рек перешёл в бременский «Вердер», где он был основным вратарём на протяжении почти всего пребывания в клубе, с которым он выиграл две Бундеслиги и кубок обладателей кубков 1991/1992.
Рек перешёл в «Шальке 04» в 1998 году в возрасте 33 лет, однако сыграв за гельзенкирхенцев ещё 112 игр. 9 февраля 2002 года он забил гол с пенальти в ворота «Санкт-Паули» В 2005 году Оливер закончил карьеру и стал тренером вратарей в «Шальке».

### В сборной
4 июня 1996 года против сборной Люксембурга Рек сыграл в своём единственном за сборную Германии матче. В этом же году он был отобран в сборную Германии на чемпионат Европы 1996 и вместе с ней выиграл турнир.

### Тренерская
После увольнения Фреда Рюттена в марте 2009 года Рек, вместе с Майком Бюскенсом и Юри Мулдером, стал и. о. главного тренера «Шальке 04».
8 ноября 2011 года Рек стал главным тренером «Дуйсбурга». 25 августа 2012 года, после трёх поражений на старте сезона, Оливер был уволен.
13 июня 2014 года Рек был назначен главным тренером дюссельдорфской «Фортуны».

## Достижения

### Клубные
- Обладатель Кубка обладателей кубков: 1991/92
- Чемпион Германии: 1987/88, 1992/93
- Обладатель Кубка Германии: 1990/91, 1993/94, 2000/01, 2001/02
- Финалист Кубка Германии: 1988/89, 1989/90
- Финалист Кубка немецкой лиги: 2001, 2002

### Международные
- Победитель чемпионата Европы: 1996
- Бронзовый медалист Летних Олимпийских игр: 1988